# Дялу-Маре (Васлуй)
Дялу-Маре (рум. Dealu Mare) — село у повіті Васлуй в Румунії. Входить до складу комуни Зорлень.
Село розташоване на відстані 235 км на північний схід від Бухареста, 46 км на південь від Васлуя, 104 км на південь від Ясс, 92 км на північ від Галаца.

## Населення
За даними перепису населення 2002 року у селі проживали 288 осіб, усі — румуни. Усі жителі села рідною мовою назвали румунську.